# اچ‌دی ۷۴۲۷۲
اچ‌دی ۷۴۲۷۲ یک ستاره است که در صورت فلکی بادبان قرار دارد.